# جبهه ایستادگی ایران اسلامی
جبهه ایستادگی ایران اسلامی معروف به حزب ایستادگی ایران یک گروه و حزب سیاسی اصولگرای ایرانی است، که در سال ۲۰۱۱ تأسیس شد. این گروه با محسن رضایی ارتباط دارد. آنها در انتخابات مقننه ۲۰۱۲ ایران با یک لیست انتخاباتی رقابت کردند و توانستند ۱۸ کرسی انحصاری را به دست آورند (با سایر لیست‌ها مشترک نیست). این گروه ۳۱ نامزد شورای شهر تهران را در انتخابات محلی ۲۰۱۳ ایران تأیید کرد، دو نفر از نامزدها کرسی‌ها را به دست آوردند.
حزب توسعه و عدالت و حزب سبز به این جبهه وابسته‌اند.

## نامزدهای ریاست‌جمهوری
| سال                               | نامزد             | رای        | درصد آرا |
| --------------------------------- | ----------------- | ---------- | -------- |
| انتخابات ریاست‌جمهوری ایران (۱۳۹۲) | محسن رضایی        | ۳٬۸۸۴٬۴۱۲  | ۱۰٫۵۹٪   |
| انتخابات ریاست‌جمهوری ایران (۱۳۹۶) | سید ابراهیم رئیسی | ۱۵٬۸۳۵٬۷۹۴ | ۳۸٫۲۸٪   |
| انتخابات ریاست‌جمهوری ایران (۱۴۰۰) | محسن رضایی        | ۳٬۴۱۲٬۷۱۲  | ۱۳٫۷۸٪   |